# Zero Hora (DC Comics)
Zero Hora (Zero Hour: Crisis in Time no original) é uma série de histórias em quadrinhos americanas publicada pela editora DC Comics em 5 edições em 1994. A trama principal envolve Hal Jordan, até então um membro da polícia intergalática denominada Tropa dos Lanternas Verdes e que entrou em crise quando a sua cidade natal, Coast City, foi destruída durante os eventos que se seguiram a "A morte do Superman". Conseguindo aumentar imensamente seus poderes, Hal Jordan agora se autodenomina Parallax e entra em uma empreitada pessoal para destruir e recriar o Universo DC. A história é interligada a quase todas as séries da DC publicadas na época. The Sandman: Worlds' End é vagamente conectado com Zero Hora, como se vê nas anotações de Sandman.
As cinco edições da série foram publicadas com a numeração invertida, começando pelo número 4 e terminando com a de número 0. A série foi escrita e desenhada por Dan Jurgens, com arte-final de Jerry Ordway e cores de Gregory Wright.

## Contexto
A DC Comics concebeu a ideia de Zero Hora como A Crise no Tempo (subtítulo da série), um evento tardio desdobrado de Crise nas Infinitas Terras. Era a oportunidade para consertar algumas inconsistências na cronologia do Universo DC, que fora alterado com a unificação dos diversos mundos do Multiverso em um único Universo. Um dos problemas subsequentes à "Crise" foi a DC ter continuado com as versões Pré-Crise de alguns personagens, até que eles fossem reformulados em lançamentos posteriores. Alguns desses demoraram anos para serem reformulados, o que acentuara as inconsistências. As reformulações ocorreram em séries como The Man of Steel (Superman), Wonder Woman Vol. 2 (Mulher Maravilha) e Batman: Ano Um. O super-herói Gavião Negro se tornou um dos mais problemáticos, pois a versão revisada só apareceria em 1989. Outras versões do herói apareceram desde 1986 (o ano da Crise): ele continuou com a sua identidade Pré-Crise de Carter Hall e depois foi mostrado como um espião de Thanagar chamado Fel Andar. A Legião dos Super-Heróis enfrentou problemas similares com a eliminação de sua história do Superboy (Kal-El) e da Supermoça (Kara Zor-El). Mon-El, um herói que tinha poderes similares aos do Superboy, foi uma das tentativas de acerto, tendo sido renomeado como Valor e ocupado o lugar do antigo herói nas aventuras recontadas do passado. Essas e outras revisões não foram sempre bem recebidas pelos leitores e introduziriam novos problemas.

## Trama
A história começa quando personagens de realidades alternativas como o Centurião Alfa e uma versão alternativa da Batgirl, subitamente aparecem no Universo principal, para confusão de todos; os acontecimentos são causados por um fenômeno chamado "compressão" do tempo. É descoberta uma onda de apagamento (entropia) se movendo em direção ao final dos tempos, eliminando as diferentes eras da história num efeito similar ao da onda de antimatéria que destruiu os universos na Crise nas Infinitas Terras.
O vilão aparente por trás dos acontecimentos é chamado de Extemporâneo, uma nova identidade adotada por Hank Hall, que antes era o Rapina da dupla Rapina e Columba, heróis conhecidos das aventuras da antiga Turma Titã. Hank ficara perturbado com a morte do irmão durante a Crise nas Infinitas Terras, adquirira poderes temporais e descobrira a linha de tempo do Universo DC e agora alterava a cronologia. Na luta com os membros da Sociedade da Justiça da América o Extemporâneo os derrota, e os efeitos que faziam com que os antigos heróis dos anos de 1940 ainda fossem jovens, são removidos. Isto faz com que os integrantes Homem-Hora e Dr. Meia Noite morressem de velhice. Contudo, a verdadeira força por trás da destruição do universo é revelado como sendo Hal Jordan, conhecido como um dos mais heroicos Lanternas Verdes da história. Chamando-se a si mesmo de Parallax, Jordan se mostra agora completamente insano, obcecado para refazer o universo e impedir os eventos que levaram a destruição de Coast City. Os demais heróis se juntam para parar Jordan e deter a remodelagem do universo segundo a sua vontade, conseguindo restaurar a Linha do Tempo conhecida. Mas a luta levou a que a cronologia sofresse algumas alterações, pois o jovem herói Detonador, com a ajuda de outros heróis, deu início a um novo Big Bang. Nas últimas páginas da série os desenhos são parcialmente apagados, simulando os saltos no tempo e o desaparecimento dos diferentes mundos. E a última página é deixada em branco.

## Após a Zero Hora
A DC publicou o esquema da nova linha do tempo na contra-capa da Zero Hour #0, que identifica vários eventos e histórias-chave que levaram a história atual. Foram estabelecidas datas relativas para as estréias dos vários heróis, tais como a Liga da Justiça, o Superman de Pós-Crise ("dez anos atrás"). As datas foram ajustadas para que os heróis apareçam no presente com as suas idades atuais.
A continuidade da Legião dos Super-Heróis foi completamente revisada após Zero Hora e os vários Gaviões Negros foram fundidos em um único personagem (o que, ao invés de atingir a proposta de solução da série, levou à novas contradições e confusões). Várias origens de heróis foram recontadas após Zero Hora e as séries que existiam tomaram nova direção. Novos times foram formados na Liga da Justiça, o filho do Arqueiro Verde, Connor Hawke, foi introduzido nas aventuras do Arqueiro Verde e Guy Gardner descobriu um poder alienígena ancestral e se tornou um novo herói.
Grande parte da origem de Batman foi recontada: Batman nunca tinha prendido ou confrontado os assassinos de seus pais (mudando o contado em Batman:Ano Dois) e a Mulher Gato nunca fora prostituta (como visto em Batman:Ano Um), mas crescera numa vizinhança pobre de Gothan. Dick Grayson foi legalmente adotado por Bruce Wayne.
A DC mais tarde introduziria o conceito de Hipertempo, uma variação do antigo Multiverso, para ajustar os problemas com o Gavião Negro, por exemplo. Como isso continuasse a não ser satisfatório, apareceu o evento Crise Infinita em 2005, restaurando enfim alguns antigos conceitos da fase Pré-Crise.
Zero Hora também serviu para que fossem lançadas ou canceladas várias séries, inclusive por uma estratégia de marketing. Contudo, muitas das novas séries (exceto Starman (Jack Knight)) foram canceladas ao cabo de poucos anos, devido as poucas vendas. O sucesso de Starman tornou-se um fator de como os editores da DC deveriam tratar os Heróis da Era de Ouro a serem relançados, começando com aventuras no presente mas que sofreriam reflexos de acontecimentos passados, como ocorreu com o relançamento de Sociedade da Justiça da América, que reaparecera nas aventuras do Starman.

### Séries continuadas ou renumeradas reiniciando com o número zero
- Action Comics #703
- Adventures of Superman #516
- Anima #7
- Batman #511
- Batman: Shadow of the Bat #31
- Catwoman #14 (Vol.2)
- Damage #6
- The Darkstars #24
- Detective Comics #678
- The Flash #94 (Vol.2)
- Green Arrow #90 (Vol.2)
- Green Lantern #55 (Vol.3)
- Guy Gardner: Warrior #24
- Hawkman #13 (Vol.3)
- Justice League America #92
- Justice League International #68 (Vol. 2)
- Justice League Task Force #16
- L.E.G.I.O.N. #70
- Legion of Super-Heroes #61 (Vol. 4)
- Legionnaires #18
- The Outsiders #11 (Vol.2)
- Robin #10 (Vol.2)
- The Sandman #51-56 (Vol. 2)
- Showcase #10 (Prelúdio)
- Steel #8 (Vol.2)
- Superboy #8 (Vol.3)
- Superman #93 (Vol.2)
- Superman: The Man of Steel #37
- Teen Titans #24
- Valor #23

### Series encerradas
- Team Titans (variação de New Titans)
- L.E.G.I.O.N.
- Valor
- Justice League International

### Series revisadas
- Legion of Super-Heroes e Legionnaires

### Séries lançadas
- Fate
- R.E.B.E.L.S. '94
- Manhunter (Chase Lawler)
- Primal Force
- Starman
- Xenobrood (minissérie)

## Zero Month
Zero Month ou "Mês Zero" foi a renumeração de muitas revistas existentes que reiniciaram com o número zero (estratégia também usada no Brasil), como forma dos autores de recontarem as origens de vários personagens.

### Gladiador Dourado#0 (2008)
Em 2008, quatorze anos depois, o super-herói Gladiador Dourado foi relançado na revista  Booster Gold número zero, que foi anunciada como a "Zero Hora Oficial", numa revista com o mesmo estilo de capa daquela série. A capa homenageava a de Zero Hour #4, com a máscara de Besouro Azul substituída por Wally West, o Besouro Azul alternativo substituindo o Gavião Negro alternativo e os heróis ao redor do Gladiador Dourado, que ficou no centro.

## Publicação
Zero Hora foi publicada originalmente em 1994 numa minissérie em cinco partes, com as revistas numeradas em contagem regressiva, começando da número 4 e terminando na edição 0. A série foi compilada em um volume trade paperback intitulado Zero Hour: Crisis in Time (ISBN 1-56389-184-0). No Brasil, a minissérie foi publicada pela editora Abril em 1996. Ao fim da saga, a editora brasileira zerou a numeração de todas as suas revistas.